# Feketelábú görény
A feketelábú görény (Mustela nigripes) az emlősök (Mammalia) osztályának ragadozók (Carnivora) rendjébe, ezen belül a menyétfélék (Mustelidae) családjába és a menyétformák (Mustelinae) alcsaládjába tartozó faj.

## Elterjedése, élőhelye
Észak-Amerika nyugati részén fordul elő. Eredeti elterjedési területe Alberta és Saskatchewan kanadai tartományoktól délre egészen Arizona és Texas déli részéig, valamint Mexikó északi területeiig húzódott.
Mára Kanada területéről teljesen kihalt és az Amerikai Egyesült Államok és Mexikó területén is csak visszatelepített, javarészt ma is intenzív emberi gondoskodást igénylő kisebb kolóniái vannak.
Prérik, bozótosok, füves területek lakója, többnyire ott települ meg, amerre prérikutyák élnek.

## Megjelenése
Testhossza 38–60 centiméter és 0,9-1,4 kilogramm testtömegű. Nagy, előre tekintő szemei arról árulkodnak, hogy ez az állat ragadozó. Az ilyen típusú szemekkel a zsákmány távolságát pontosabban be lehet mérni. A görénynek, a menyétfélék családjának többi tagjához hasonlóan, nagyon rövid lábai vannak. Így könnyen tudnak közlekedni a keskeny, föld alatti járatokban, amikor zsákmányukat üldözik.

## Életmódja
A feketelábú görények prérikutyákkal és más kisebb emlősökkel táplálkoznak. Elhagyatott föld alatti üregekben élnek. Természetben 3-4 évig élnek, fogságban 8-9 évig.

## Szaporodása
A szaporodási időszak márciusban és áprilisban van, azt ezt követő 6 hetes vemhességi időszakot követően 1-6 utódnak ad életet. A nemi érettség 1 éves korban következik be.
|  |  |

## Természetvédelmi helyzete
A feketelábú görény egészen a 20. század elejéig kifejezetten gyakori fajnak számított Észak-Amerika nyugati részeinek prérijein. Az 1960-as évekre a faj már kifejezetten ritkának számított.
1987-ben, miután évtizedeken keresztül rohamosan csökkent a számuk, a zsákmány állatuk a prérikutya fokozott irtása miatt, Észak-Amerika feketelábú görényét végül hivatalosan is „vadon kihalt”nak nyilvánították.
1981-ben aztán Wyoming államban rábukkantak egy apró, korábban fel ne fedezett populációjukra. Ezt alaposan feltérképezték és továbbszaporítási céllal több egyedet befogtak közülük.
A szívós mentési munkálatoknak köszönhetően azonban nem ért véget ennek a kis fénylő szemű menyétfélének a története. A nagyon bizonytalan kezdés után a fogságban szaporítással hamarosan minden évben egészséges kis görényutódok születtek. 1988-ban elindították a Feketelábú Görény Helyreállítási Programot, és leszögezték, hogy mindaddig folytatják a fogságban szaporítást, amíg a görénypopuláció létszáma el nem éri a 240-et. Ezeket aztán két különböző populációba osztják azért, hogy biztosítsák, ne pusztulhasson el egyetlen fertőző betegség miatt az összes egyed, mint ami majdan bekövetkezett 1985-ben.
Végül 1991-ben engedték szabadon az első egyedeket, szintén Wyomingban egy megfelelőnek látszó területen, így az eredeti kolóniával együtt már két szabadon élő kis populációja lett a fajnak.
1991 és 2008 között az Amerikai Egyesült Államok nyolc nyugati tagállamában (Arizona, Colorado, Észak-Dakota, Dél-Dakota, Utah, Kansas, Montana és Új-Mexikó) valamint Mexikó északi részén több helyütt történtek kísérletek a faj újbóli meghonosítására.
Ezen kis populációk többsége ma is csak megfelelő emberi beavatkozással tartható fenn és összesen csak három kolóniája (kettő Dél-Dakota államban és egy Wyomingban) nevezhető valóban önfenntartónak.
Mára a faj összpopulációja nagyjából 500 egyed körül mozoghat és a Természetvédelmi Világszövetség Vörös Listáján a „veszélyeztetett” kategóriába van a faj besorolva.